# Live at Oslo Jazz Festival
Live at Oslo Jazz Festival är ett livealbum av det svenska rockbandet The (International) Noise Conspiracy. Skivan gavs ut år 2003 av Moserobie. Den gästas av saxofonisten Jonas Kullhammar och pianisten Sven-Eric Dahlberg.

## Låtlista
Alla låtar skrivna av The (International) Noise Conspiracy.
1. "New Empire Blues" - 4:06
2. "Bigger Cages, Longer Chains" - 3:39
3. "Born into a Mess" - 7:25
4. "Smash It Up!" - 5:04
5. "Survival Sickness" - 6:38
6. "Capitalism Stole My Virginity" - 3:29
7. "A Body Treatise" - 4:44
8. "Bodyheat" - 5:16
9. "Will It Ever Be Quiet" - 13:11
10. "Ever Felt Cheated" - 4:10

## Medverkande
- Dennis Lyxzén - sång
- Lars Strömberg - gitarr
- Inge Johansson - bas
- Sara Almgren - orgel, gitarr
- Ludwig Dahlberg - trummor
- Jonas Kullhammar - saxofon
- Sven-Eric Dahlberg - Fender Rhodes